# Ungen
För andra betydelser, se Ungen (olika betydelser).
Ungen är en sjö i Norbergs kommun i Västmanland och ingår i Norrströms huvudavrinningsområde. Sjön är 27,5 meter djup, har en yta på 2,06 kvadratkilometer och befinner sig 156 meter över havet. Sjön avvattnas av vattendraget Snytsboån. Vid provfiske har bland annat abborre, gers, gädda och gös fångats i sjön.

## Delavrinningsområde
Ungen ingår i det delavrinningsområde (666397-150144) som SMHI kallar för Utloppet av Ungen. Medelhöjden är 168 meter över havet och ytan är 11,91 kvadratkilometer. Det finns ett avrinningsområde uppströms, och räknas det in blir den ackumulerade arean 23,26 kvadratkilometer. Snytsboån som avvattnar avrinningsområdet har biflödesordning 4, vilket innebär att vattnet flödar genom totalt 4 vattendrag innan det når havet efter 230 kilometer. Avrinningsområdet består mestadels av skog (71 procent). Avrinningsområdet har 2,33 kvadratkilometer vattenytor vilket ger det en sjöprocent på 19,6 procent.

## Fisk
Vid provfiske har följande fisk fångats i sjön:
- Abborre
- Gärs
- Gädda
- Gös
- Lake
- Löja
- Mört
- Nors